# Laura Forster
Laura Forster, née en 1858 près de Sydney et morte le 11 février 1917 à Zalichtchyky, est une infirmière, médecin et chirurgien australienne qui a servi en Belgique et en Russie pendant la Première Guerre mondiale.

## Origines
Elle est née en 1858 à Ryde, en Nouvelle-Galles du Sud, dans la banlieue de Sydney, fille d'Eliza Jane Wall et de William Forster, écrivain et homme politique australien qui devient en 1859 premier ministre de la Nouvelle-Galles du Sud. Après son cursus scolaire à Sydney, elle part suivre des études de médecine à Berne.

## Vie
Après une formation à la fois comme infirmière et comme médecin, elle s'établit en Angleterre à Oxford comme médecin praticien. En 1912, lors de la première guerre des Balkans, elle part travailler comme infirmière à Épire.
Peu après le déclenchement de la Première Guerre mondiale, elle travaille à l'hôpital de campagne d'Anvers. Elle est la première femme médecin australienne présente en Belgique à soutenir l'effort de guerre dans le domaine médical à une époque où les femmes médecins n'étaient pas autorisées à rejoindre le corps médical allié. Lors de l'évacuation de la Belgique, elle part en France soigner les Belges blessés par les bombardements allemands.
Elle part ensuite en Russie comme volontaire au service de chirurgie de l'hôpital de Pétrograd où elle reste plusieurs mois avant de rejoindre une unité de soins financée par la National Union of Women's Suffrage Societies, une organisation anglaise militant pour le droit de vote des femmes. Elle entreprend des déplacements avec la Croix-Rouge russe dans le Caucase où elle intervient comme chirurgien puis directrice de l'hôpital d'Erzurum avant de retourner en Russie. On lui confie alors l'hôpital de Zalichtchyky en Galicie.
Le 11 février 1917, Laura Forster meurt d'une crise cardiaque après plusieurs semaines de maladie liée à une grippe. Elle y est inhumée selon le rite orthodoxe dans un cercueil ouvert ; les infirmières de son hôpital recouvrent son corps du drapeau Union Jack qu'elles ont cousu elles-mêmes.